# Stor-Pessitjärnen
Stor-Pessitjärnen är en sjö i Sollefteå kommun i Ångermanland och ingår i Ångermanälvens huvudavrinningsområde.